# Put Your Hands in the Air
Put Your Hands in the Air är ett musikalbum från 1990 av det svenska popbandet Troll.

## Låtlista
1. Put Your Hands in the Air (Tim Norell, Ola Håkansson, Alexander Bard)
2. Dance With Me (Håkan Nordström)
3. The Greatest Kid in Town (Mats Brännlund, Håkan Nordström)
4. Little Lover Boy (Håkan Nordström)
5. Could It Be Magic (Tim Norell, Ola Håkansson, Alexander Bard)
6. Midsummer Night (Tim Norell, Ola Håkansson, Alexander Bard)
7. If You're Looking for Love (Mats Brännlund, Håkan Nordström)
8. Bobby Be Mine (Mats Brännlund)
9. Wait 'Til Tomorrow (Mats Brännlund, Håkan Nordström)
10. Can't You See What I See (Tim Norell, Ola Håkansson, Alexander Bard)
11. Midsummer Night (Club Mix) (Tim Norell, Ola Håkansson, Alexander Bard)